# 保罗·真纳里
保罗·真纳里（義大利語：Paolo Gennari，1908年9月11日—1968年1月29日），意大利男子赛艇运动员。他曾代表意大利参加1928年夏季奥林匹克运动会赛艇比赛，获得男子四人单桨无舵手铜牌。